# Tetranodus copei
Tetranodus copei är en skalbaggsart som beskrevs av Chemsak och Linsley 1988. Tetranodus copei ingår i släktet Tetranodus och familjen långhorningar. Inga underarter finns listade i Catalogue of Life.